# محكمة القضاء الإداري (مصر)
محكمة القضاء الإداري المصرية هي جزء من القسم القضائي لمجلس الدولة المصري. تختص محكمة القضاء الإداري بالفصل في المسائل المنصوص عليها في المادة 10 من قانون مجلس الدولة عدا ما تختص به المحاكم الإدارية والمحاكم التأديبية كما تختص بالفصل في الطعون التي ترفع إليها عن الأحكام الصادرة من المحاكم الإدارية. ويكون الطعن من ذوي الشأن أو من رئيس هيئة مفوضي الدولة.:مادة 13 يجوز الطعن أمام المحكمة الإدارية العليا في الأحكام الصادرة من محكمة القضاء الإداري أو من المحاكم التأديبية. أما الأحكام الصادرة من محكمة القضاء الإداري في الطعون المقامة أمامها في أحكام المحاكم الإدارية فلا يجوز الطعن فيها أمام المحكمة الإدارية العليا إلا من رئيس هيئة مفوضي الدولة.:مادة 23
مقر محكمة القضاء الإداري في القاهرة ويرأسها نائب رئيس المجلس لهذه المحكمة وتصدر أحكامها من دوائر تشكل كل منها من خمسة مستشارين. ويجوز بقرار من رئيس مجلس الدولة إنشاء دوائر للقضاء الإداري بالمحافظات الأخرى. ويحدد اختصاصات دوائر محكمة القضاء الإداري رئيس المجلس.:مادة 4

## أشهر أحكام المحكمة
- 8 مايو 2007: قضت محكمة القضاء الإداري بمجلس الدولة برئاسة المستشار محمد الحسيني بوقف تنفيذ قرار رئيس الجمهورية- بوصفه الحاكم العسكري- بإحالة 40 من معتقلي الإخوان المسلمين إلى المحاكمة العسكرية، وذلك للمرة الأولى التي يَصدُر فيها حكمٌ بالطعن على قرار رئيس الجمهورية.[2]
- 11 نوفمبر 2008: قضت المحكمة بوقف قرار الحكومة بمنع حملة كسر حصار غزة من الوصول إلى معبر رفح البري، وهي الدعوى التي أقامها الدكتور أحمد رامي عضو مجلس نقابة الصيادلة و25 فردًا من أعضاء اللجنة الشعبية لمواجهة حصار غزة ضد كلٍّ من: رئيس الجمهورية، اللواء حبيب العادلي وزير الداخلية، المشير محمد حسين طنطاوي وزير الدفاع، بصفتهم؛ طعنًا على قرار الحكومة المصرية منع قوافل حملة كسر الحصار مؤخرًا عن الذهاب لمعبر رفح.[3]
- 16 نوفمبر 2008: قضت محكمة القضاء الإداري بوقف تنفيذ قرار الحكومة بطرد أهالي جزيرة القرصاية من أراضيهم، وتقنين أوضاع أهالي الجزيرة، وقضت بأحقية أهالي القرصاية في جزيرتهم.[4]
- 18 نوفمبر 2008: فقد قضت المحكمة بوقف قرار الحكومة بتصدير الغاز الطبيعي إلى عدة دول من بينها إسرائيل. حيث أن الحكومة اتفقت على تصدير الغاز الطبيعي لعدة دول أجنبية. ويحدد القرار سعر الغاز وكميته ويمنع تغيير الأسعار لمدة 15 سنة. يأتي هذا بعد أن أقرت الحكومة أن سعر الغاز الذي يصدر إلى إسرائيل أقل من الأسعار العالمية.[5]
- 25 نوفمبر 2008: أصدرت المحكمة حكما بإلغاء قرار وزارة الداخلية بإنشاء وحدة الحرس الجامعي داخل جامعة القاهرة، وكلَّفت الجامعة بإنشاء إدارة أمنية مدنية تكون تابعةً لرئيس الجامعة مباشرةً وليس وزارة الداخلية [6]
- 23 ديسمبر 2008: قضت المحكمة بوقف تنفيذ قرار وزير التعليم العالي ورئيس جامعة الإسكندرية بنقل وبيع مقر جامعة الإسكندرية بحي الشاطبي إلى منطقة أبيس.[7]
- 6 يناير 2009: قضت المحكمة، للمرة الثانية، في جلستها باستمرار تنفيذ الحكم السابق إصداره منها والذي قضى بوقف تصدير الغاز المصري لإسرائيل بأسعار تقل عن الأسعار العالمية وقيمتها السوقية وإلزام الحكومة بتنفيذ الحكم بمسودته، وذلك في تحد لطعن الحكومة علي الحكم السابق وقبل نظره يوم 2 فبراير 2009.وقضت المحكمة بقبول الاستشكال المقدم من السفير السابق بالخارجية المصرية إبراهيم يسري، الذي سبق له الحصول على هذا الحكم في 18 نوفمبر 2008م على ضوء دعواه التي أقامها مطالبا بوقف قرار بيع الغاز المصري لإسرائيل بأسعار أقل من الأسعار العالمية على اعتبار انه ينتقص من السيادة الوطنية ومصالح مصر.[8]
- 7 فبراير 2013: أصدرت محكمة القضاء الإداري بالإسكندرية حكمًا يلزم رئيس الجمهورية محمد مرسي بتطبيق الدستور، وتوفير مسكن ملائم بديل لنحو 5 ملايين مواطن، يقيمون في المساكن التي وفرتها لهم الوزارات والهيئات والمصالح الحكومية منذ 30 عاماً.[9]
- 9 فبراير 2013: ألزمت محكمة القضاء الإداري المصرية الحكومة المصرية ممثلة في وزارتي الاتصالات والاستثمار بحجب موقع يوتيوب في مصر لمدة 30 يوما لإذاعته الفيلم المسيئ للرسول[10]
- 9 أغسطس 2014: حكمت محكمة القضاء الإداري المصرية بحل حزب الحرية والعدالة الذراع السياسي لجماعة الإخوان المسلمين في مصر وحسب المحكمة فإن الحزب خرج على المبادئ التي يجب أن تلتزم بها التيارات السياسية، وأكد سعيه للنيل من الوحدة الوطنية والسلم الاجتماعى والنظام الديمقراطى وتهديد الأمن القومى المصري. وعزت هذه التهم لعدم اعتراف الحزب بأحداث 30 يونيو/حزيران 2013 وما تلاها من إعلان دستوري يوم 8 يوليو/تموز 2013.[11]
- 21 يونيو 2016: حكمت محكمة القضاء الإداري المصرية ببطلان اتفاقية ترسيم الحدود بين كل من مصر والسعودية، والخاصة بجزيرتى تيران وصنافير واستمرار تبعيتهما للسيادة المصرية. وقضت المحكمة برئاسة المستشار يحيى دكروري، نائب رئيس مجلس الدولة، رئيس محاكم القضاء الإداري، برفض دفع هيئة قضايا الدولة بعدم الاختصاص.